# Sesión metropolitana
Sesión metropolitana es el nombre del primer álbum en vivo del grupo mexicano de pop latino Reik. Fue grabado durante su concierto el 27 de octubre de 2005 y fue lanzado al mercado bajo el sello discográfico Sony BMG Norte el 11 de julio de 2007.

## Lista de canciones
| N.º   | Título                 | Duración |  |
| 1.    | «No sé si es amor»     | 4:28     |  |
| 2.    | «Cuando estás conmigo» | 4:08     |  |
| 3.    | «Noviembre sin ti»     | 3:45     |  |
| 4.    | «Vuelve»               | 3:31     |  |
| 5.    | «Amor primero»         | 4:59     |  |
| 6.    | «Que lloro»            | 4:19     |  |
| 7.    | «Cada mañana»          | 4:36     |  |
| 8.    | «Levemente»            | 5:56     |  |
| 9.    | «Amarte duele»         | 4:21     |  |
| 10.   | «Qué vida la mía»      | 4:06     |  |
| 11.   | «Niña»                 | 3:37     |  |
| 12.   | «Yo quisiera»          | 4:09     |  |
| 13.   | «Como me duele»        | 10:08    |  |
| 62:03 |                        |          |  |